# Nagylak (Magyarország)
Nagylak község Csongrád-Csanád vármegye Makói járásában. 469  hektáros kiterjedésével a vármegye legkisebb közigazgatási területű települése.
Az egykori mezőváros ma Romániához tartozik. A jelenlegi magyar területen lévő Nagylak a Maros jobb partján található romániai Nagylak város határrésze volt; a két belterület, Kendergyár és Újtelep alkotja a mai magyarországi községet. Közigazgatásilag hozzá tartozik a kb. 40 fő által lakott Balatán külterület is.

## Fekvése
Nagylak Csongrád-Csanád vármegye délkeleti szélén fekszik; közigazgatási területének észak–déli kiterjedése megközelítőleg 6 kilométer, kelet–nyugati irányban viszont átlagosan alig 800 méter, így szinte biztosan a megye legkisebb alapterületű önálló települése. Ennek oka, hogy jelen formájában nem történelmi fejlődés eredményeként jött létre, hanem a trianoni határmódosításokkal: az addigi Nagylak település teljes belterülete 1920-ban Romániához került, csak kevés határrésze maradt magyar fennhatóság alatt, ahol aztán a mai község a 20. században kiépült.
Szomszédai: észak felől Csanádpalota, kelet felől a romániai Nagylak (Nádlac), dél felől Egres (Igriș) és Nagyszentmiklós (Sinnicolau Mare) közti lakatlan, egykori Maros-holtágakkal szabdalt területek, nyugatról pedig Magyarcsanád.

### Megközelítése
A határközség a 43-as főút mentén fekszik, a településen nemzetközi határátkelőhely működik Románia irányában, ami korábban a nemzetközi tehergépjármű-forgalom mintegy egytizedét bonyolította le. (Az M43-as autópálya, melynek nyomvonala Nagylaktól északra, Csanádpalota déli határában halad el, jelentős mértékben tehermentesítette az itteni határátkelőt.) A község lakott területén észak–déli irányban a 4451-es út húzódik végig (említést nyer ugyanez az út 4458-as útszámozással is), a belterület és az államhatár között pedig a 448-as főút húzódik.
A hazai vasútvonalak közül a MÁV 121-es számú Kétegyháza–Újszeged-vasútvonala érinti, amelynek két megállási pontja van itt: Újszeged vasútállomás felől számítva, sorrendben előbb Nagylak vasútállomás a község központjában és Nagylaki Kendergyár megállóhely attól pár kilométerre északra.

## Története

### Kezdetek
Az 1231-es évi oklevél, amely a tőle nyugatra, a már akkor fennálló Csiga falu határait felsorolja, még semmit sem tud Nagylakról; Csiga keleti határának azt az utat mondja, mely a Marostól északnak vezet. Nagylak azonban azon a ponton keletkezett, ahol ez az út a Marost érintette. Alapíttatásának története a Monoszló nemzetséghez kapcsolódik, amely Csiga falunak is birtokosa volt.
Csiga falut 1231-ben kapta II. Endre királytól a Monoszló nemzetségbeli Makariás bán fia, Tamás bán. Ennek egyik fia volt Gergely, 1255-ben krassói főispán, 1269-ben a kunok bírája. Valószínűleg ő volt Nagylak alapítója. Fia, Egyed már úgy szól e területről mint örökségéről. Neki nem lévén fiúgyermekei, 1313-ben elkészítette végrendeletét, s ebben «hogy Sz. Adalbert érdemeiért, kinek közbenjárásáért imádkozott, minden bűnei megbocsáttassanak, a Maros körül fekvő Nagylak nevű öröklött birtokát, minden tartozékaival együtt, Sz. Adalbertnek az esztergomi hegyen épült egyháza számára hagyományozta».
A 15. század elején Nagylak már ismert hely volt. Központját alkotta a nagy uradalomnak, melyhez tartozott Csanád vármegyében Nagylakon kívül kilenc falu (Palota, Mezőhegyes, Rétkert, Tamásháza, Kenéz, Jenő, Deméng, Bozzás, Ölyved) és öt puszta (Derekegyház, Acsa, Figed, Ujfaluteleke és Tompaegyház), aztán Temes vármegyében nyolc falu, Krassó vármegyében pedig 43 falu és kilenc puszta. Csanád a városok sorába emelkedett, ahol évenként országos vásár, s minden vasárnap hetipiac volt.
1451-ben a területet és a falut már a Hunyadi család birtokolta. Ez év elején ugyanis Hunyadi János kormányzó vizsgálatra utasította Csanád vármegye törvényszékét, arra nézve, hogy „igaz-e, hogy az ő nagylaki népe és jobbágyai a teleki erdőben hatalmaskodtak, s onnan erőszakosan 400 szekér fát elhordottak?” 

### Jaksicsok
1464 körül a szerb területről ide menekült Jaksics család kapta Nagylakot és Csanád vármegyei tartozékait. Ez elmagyarosodott szerb család birtoklása alatt érte el Nagylak virágzásának legmagasabb fokát.
Amint Jaksics István és Demeter birtokukba vették Nagylakot, csakhamar kastélyt építtettek ide. Magát a kastélyt várszerűleg fapalánkokkal megerősítették, hogy hirtelen való támadás ellen legalább ideiglenesen védve legyen. A családot ezentúl mindig nagylaki Jaksics családnak nevezték.

#### 1514–1518
1514. májusában Báthori István temesi főispán, Csáky Miklós püspök, s a velük volt nemesek Apátfalva mellett keményen megverték Dózsa György előhadát, aki seregével már Gyula alatt táborozott. Az urak a győzelem után Nagylakra tértek, hol Jaksics Péter és Márk nagy lakomával fogadták őket. Dózsa György már másnap hajnalban Nagylak alatt termett; a tölgyfapalánkok alatt húzódó árkokat telehordatta rőzsével, s azután felgyújtatta. Néhány pillanat alatt lángban állt a kastély és az egész város. Báthori és a Jaksicsok szerencsésen Temesvárra menekültek; de Csáky Miklós, Ravazdi Péter, s még számosan a vérszomjas parasztok kezébe estek, akik azután kegyetlen halállal kivégezték őket.
A parasztlázadás után rom és pusztulás maradt. Az újjáépítés munkája Jaksics Péterre és Márkra nehezedett. Ők összegyűjtötték a szétszéledt lakosságot és új betelepülő jobbágyokat is idecsalogattak, amiért a vármegye bírságban marasztalta el őket. 1518 elejére már elkészült a kastély és vár újjáépítése; de ezúttal már nem fapalánkokból, hanem erős terméskövekből és téglákból emelték a falakat.

### Török kor
Kászim budai basa 1550. októberében elfoglalta Nagylakot, s benne őrséget is hagyott, de Losonci István még az évben visszafoglalta és felgyújtotta.
1552-ben Izabella királyné serege foglalta el, majd Temesvár eleste után a török és novemberben ismét magyar kézre került. 1553 júniusában ismét a töröké lett.
Az 1557—58. évi temesvári defterdár adóösszeírásából tudjuk meg hogy ekkor 50 ház állt benne, s ezeket magyar és zömmel szerb jobbágyok lakták. Név szerint a férfiak:
Magyarok: Andorjás Miklós, Balázs László, Buda János, Demeter András, Dobos Pál, Domás János, Illancsi Gergely, István biró, Kalmár Péter, Kovács Tamás, Majmati András, Péter Bálint és Szabó Demeter. 
Szerbek: Abrodar Petar, Budinovics Andrias, Csesne Isztoján, Divics Nikola, Gamer Nikola, Gavar Laza s Szibona, Gyorgvevics Marko, Haras Gyurko, Ilar Peter. Iszlavcsics Jako, Karakocs Marko, Keczulak Gyurak, Kirbács Berbor, Lonovics Nikola, Magra Petoj, Maikas Gyuro, Malosi Vuka, Maries Jak s Vuka, Mersics Istán s Todor, Mészár Isztán, Milovan Gyura, Mlakovics Marko, Ogli Acsotko, Ogrics Ilia, Radosák M., Rana Szanoj, Szákics Gyurka, Szirm Peter, Ulacs Malko, Veszics Jak és Vuka Gyurak. 
Gyula eleste (1566) után Nagylakon is egészen a török lett az úr. Ez az állapot tartott 1595. végéig, a mikor a Báthori Zsigmond vezére, Borbély György visszafoglalta, de 1598. szept. elején Szaturdzsi Mehmet újra visszafoglalta a várat, s ettől fogva Nagylak megint török hódoltság lett.
Azután még egyszer az erdélyi fejedelem kezébe jutott a vár, de 1616. jún. 14-én Bethlen Gábor átadta végleg Mehmet temesvári beglerbégnek, aki úgy látszik, leromboltatta. Legalább ezentúl nem szerepel többé, de a település megmaradt.
1699-ben a karlócai béke szabadította fel a török uralom alól. A török kiűzetése után Nagylak is azon Maros-melléki helységek közé tartozott, melyeket a bécsi udvar katonai határőrvidéki állomásul kiszemelt. Lipót király 1700. júl. 9-én rendelte el a marosi határőrvidék szervezését; Nagylakon egy kapitány parancsnoksága alatt 50 hajdút és 25 huszárt helyeztek el.
A nagylaki határ is jól megnőtt; hozzácsatolták Csiga, Bököny, Tűzköz és Doming pusztákat.

### 18-19. század
1701 tavaszán Dolny István arról értesítette a csanádi püspököt, hogy mikor a múlt ősszel Nagylakon járt, saját szemével látta, mennyi sok épületet állítottak már fel a helységben, s jóllehet mind rácok (szerbek) szállták meg, mindazonáltal van benne 600 gazda.
A szerbek a Rákóczi-szabadságharcban nagy szerepet vállaltak, és áldozat lett Nagylak is. Károlyi Sándor 1707. márc. 24-én, mint veszedelmes fészket gyújtatta fel, s porrá égette. A bécsi udvar közegeinek támogatásával azonban csakhamar újra felépült, s lakossága meg is szaporodott azokkal a szerbekkel, kik a dél-magyarországi hadjáratok elől elmenekültek. Így jöttek át 1718. és 1723-ban számosan a Maros túlsó oldaláról, s a nagylaki szerb kapitány e bevándorlást még segítette is.
1750. szept. 2-án Mária Terézia királyné feloszlatta a marosi határőrvidéket, s Nagylakot visszacsatoltatta Csanád vármegyébe. A szerb határőröknek választást engedett: vagy leköltöznek az újonnan alakított kikindai szerb kerületbe vagy megmaradnak a vármegye kötelékében. Ekkor tömegesen kivándoroltak Oroszországba.
Az elhagyott helységbe ezután románok költöztek. Nagylak az aradi vagy marosi kincstári uradalom része lett, s már 1752-ben a mezővárosok sorába emelkedett.
1757-ben a lakosság 105 telkes gazdából és 70 zsellérből állt. A város határában állt: Csiga, Palota, Nagy- és Kis-Bodzás, Rárós puszták; Kövek, Domonyka, Töviskes, Derékes és Acsa dűlők; Nagylacski-, Kapitány-, Kalugyerszki-. Yelieski- és Liucski-Ada szigetek.
1767-re a telkes gazdák és családjaik lélekszáma már 373 házzal 1710-re, a zselléreké 370 házzal 683-ra emelkedett.
1774-ben a régi templom és a vár falai még látszottak.
A 19. század elejétől a településre szlovákok költöztek.

### 20. század
A trianoni békeszerződés (1919) után az egykori mezőváros Romániához került.
A kender- és lenáztatógyárat (ma a Hungarohemp Zrt. üzeme) 1903-ban alapították, eleinte az e téren jártas Bács vármegyei svábok dolgoztak benne. 
A trianoni békeszerződés értelmében a határ vaskerítése a gyár udvarának közepén húzódott, a lentelep átesett Romániába, a munkások határátkelési igazolvánnyal jártak dolgozni.
1922. február 26-án a magyar–román határmegállapító bizottság végül a lentelepet valamennyi szántóval Magyarországnak ítélte, ugyanekkor Mezőhegyes közelében egy azonos nagyságú területet Romániához csatoltak. Így Magyarországhoz került a romániai Nagylak határának nyugati része: a vasútvonal, a vasútállomás, a kendergyár és a tanyaföldek egy része maradt Magyarországon. Ezen a kétezer holdnyi területen 512 lakossal 1921. október 1-jén önálló községet hoztak létre, amely a vasútállomás körül alakult ki.
1925-ben 56 új házhelyet osztottak ki, három évvel később felépült a községháza. A két belterület közötti műút 1938-ban épült meg.
A második világháborúban a szovjetek 1944. szeptember 24-én foglalták el a települést.
1945-ben szinte egyszerre alakult meg a Szociáldemokrata Párt, a Független Kisgazdapárt és a Kommunista Párt helyi szervezete a községben, ugyanebben az évben 65 hektárnyi földet osztottak ki főként gyári munkásoknak.
A kendergyárat 1948. március 30-án államosították. Az 1970-es években több mint 600 embernek biztosított munkát, de a 80-as években leépítések történtek. A gyár 1992-ben csődöt jelentett, tovább növelve a munkanélküliek számát.
1967-ben új lemezüzem létesült, ami pozdorja bútorlapokat gyártott.
1968. április 6-án nyílt meg a közúti átkelőhely. 1996-ban kamionterminál épült a meglévő ellenőrző-állomás mellé.
1994-ben a családok 80 százalékának egy főre eső jövedelme nem érte el a minimálbér összegét.

### 21. század
2001-ben ipari park létesült a településen.
2007. január 1-jéig, a szomszédos Románia Európai Uniós csatlakozásáig állat- és növényegészségügyi ellenőrző állomás, valamint állatpihentető működött.
2008. májusban felállítottak egy 18 méteres haranglábat, amely korábban Csengelén állt; ugyanebben az évben felújították az orvosi rendelőt.
A Szeged-Csanádi egyházmegye 2010-re ígért falazott szerkezetű, ökumenikus templomot; többszöri késéssel végül is 2014-re épült fel a a község első temploma.
2025 elején Nagylakon hagyta el az országot a Marosnémeti erőműbe szállított generátorok, és transzformátorok. Ezeknek a szállításoknak a tömege 500-700 tonna volt.

## Közélete

### Polgármesterei
- 1990–1994: Bertók Sándor (független)[13]
- 1994–1998: Bertók Sándor (független)[14]
- 1998–2002: Keresztes Zoltán (független)[15]
- 2002–2006: Kocsis István (független)[16]
- 2006–2010: Gyarmati András (független)[17]
- 2010–2014: Gyarmati András (független)[18]
- 2014–2016: Gyarmati András (független)[19]
- 2017–2019: Locskai Zoltán (független)[20]
- 2019–2024: Kolozsvári Rozália (független)[21]
- 2024– : Bárdos-Kolozsvári Rozália (független)[1]

A településen 2017. március 26-án időközi polgármester-választást tartottak, az előző polgármester lemondása miatt.

## Népesség
A település népességének változása:
| Lakosok száma | 481  | 489  | 433  | 361  | 380  | 365  | 362  |
|               | 2013 | 2014 | 2017 | 2021 | 2022 | 2023 | 2024 |

### Népcsoportok
2001-ben a település lakosságának 97%-a magyar, 1%-a román, 1%-a szlovák és 1%-a egyéb nemzetiségűnek vallotta magát. A településen román kisebbségi önkormányzat működik.
2011-ben már 91% vallotta magát magyarnak, 6% románnak, 1% cigánynak, 1% szlováknak és 1% németnek a faluban.
2022-ben a lakosság 83,2%-a vallotta magát magyarnak, 13,7% románnak, 1,3% cigánynak, 1,1% szlováknak, 0,5% németnek, 0,5% bolgárnak, 0,3% szerbnek, 1,3% egyéb, nem hazai nemzetiségűnek (10% nem nyilatkozott; a kettős identitások miatt a végösszeg nagyobb lehet 100%-nál).

### Felekezeti megoszlás

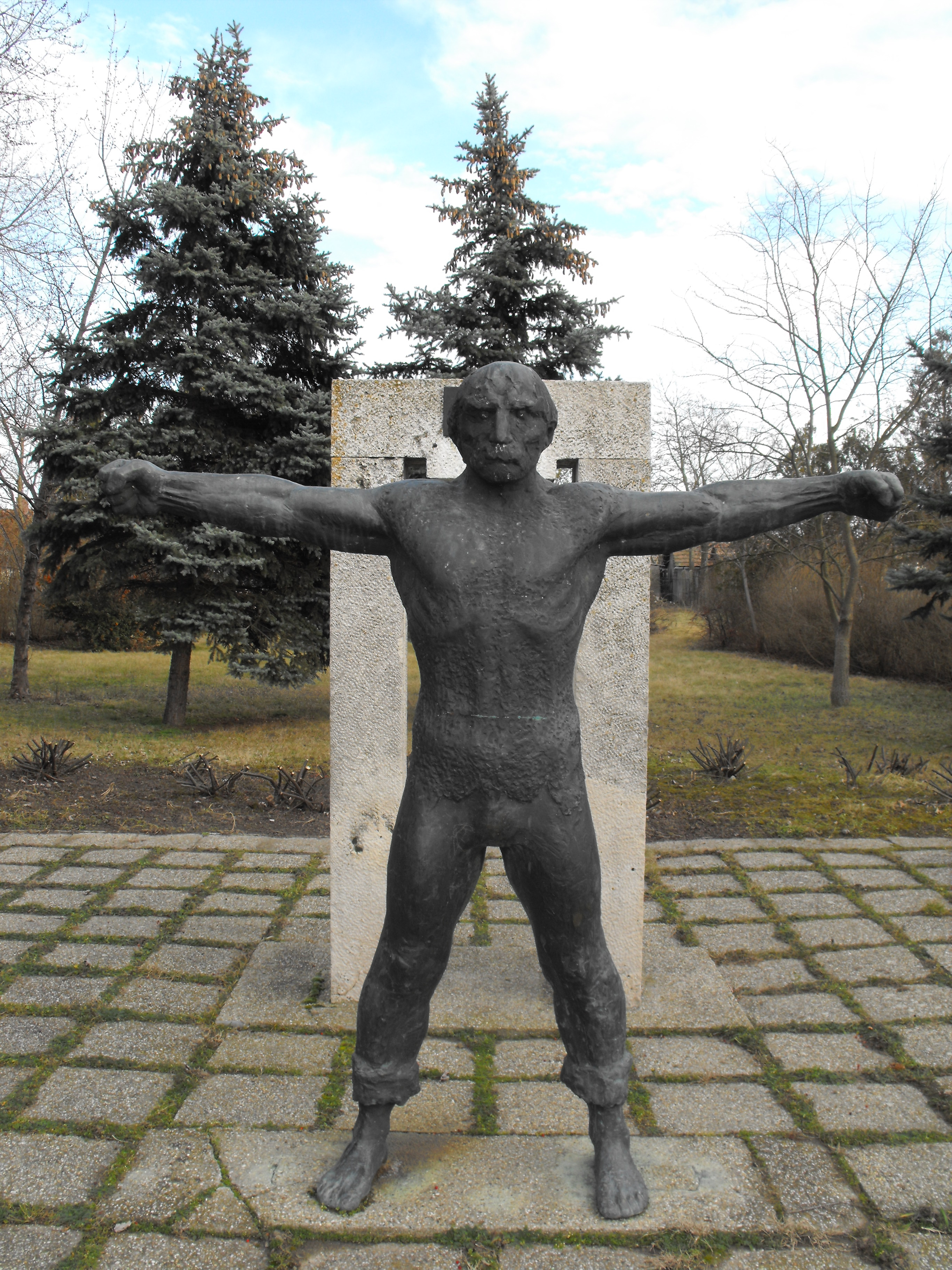
Dózsa György szobra

A község lakói közül 2001-ben római katolikus volt 38,2%, református 9,4%, evangélikus 9,4% és görögkatolikus 1,0%. Más egyházhoz, felekezethez tartozott 0,5%, míg 19,8% semmilyen felekezethez vagy valláshoz nem tartozott. A lakosság 21,8%-ának ismeretlen a felekezeti hovatartozása, vagy nem válaszolt a népszámláláskor.
2022-ben vallásuk szerint 24,7% volt római katolikus, 8,9% református, 8,4% ortodox, 3,7% evangélikus, 0,8% görög katolikus, 0,3% egyéb keresztény, 0,8% egyéb katolikus, 21,6% felekezeten kívüli (30,8% nem válaszolt).

## Látnivalók
- Dózsa György Művelődési Ház
- Dózsa György szobra, Lapis András alkotása
- Dózsa György születésének 500. évfordulójára emlékező tábla
- A hősi halottak emlékműve
- Harangtorony
- A községháza épülete
- A Maros vadregényes ártere
- A telefonhálózat és gázprogram kiépítésének emléktáblája